# Theudesinde
Theudesinde est une fille de Radbod, roi des Frisons, et l'épouse du pépinide Grimoald II. 
À la fin du VIIe siècle, les Frisons constituent une menace permanente pour les royaumes francs et le maire du palais Pépin de Herstal doit organiser plusieurs campagnes pour écarter cette menace et soumettre le peuple. Radbod est battu à plusieurs reprises, à Dorestad en 689, puis en 692 et enfin de nouveau à Dorestad en 697. En même temps Pépin occupe Utrecht, en fait le siège d'un évêché qu'il confie à Willibrord et le charge d'évangéliser les Frisons, toujours païens.
Vers 710, une paix est conclue entre Pépin et Radbod, assortie d'un mariage entre Grimoald, le fils de Pépin, et Theudesinde, la fille de Radbod. Radbod refuse de se convertir, mais autorise le baptême de sa fille. Le mariage est célébré en 711, ainsi que le notent les Chronicon Moissaciense. Grimoald est alors père d'un enfant de trois ans Théodebald, qu'il a eu d'une concubine.
Grimoald est assassiné par un Frison en avril 714, Pépin de Herstal meurt le 16 décembre 714 et Théodebald devient maire du palais. Les Neustriens en profitent pour se révolter contre les Austrasiens et s'allient aux Frisons contre Théodebald et sa grand-mère Plectrude. On ignore le sort de Theudesinde.